# St. Georgen am Fillmannsbach
St. Georgen am Fillmannsbach est une commune autrichienne du district de Braunau en Haute-Autriche.